# 307 до н. е.

## Події
- побудована дорога Via Valeria між Римом, Тібуром і Корфінієм.
- в Афінах відсторонений від влади Деметрій Фалерський.
- Облога Утіки
- Битва в околицях Тунісу
- Битва при Сиракузах